# آونگ کاپیتسا

چگونه می‌توان یک آونگ کاپیتسا ساخت: یک موتور یک میل‌لنگ را با سرعت زیادی می‌چرخاند، میل‌لنگ بازوی اهرمی را بالا و پایین می‌لرزاند، که آونگ با یک مفصل به آن وصل شده‌است.

آونگ کاپیتسا، آونگ سِفت (صُلب) وارونه‌ای است که تکیه‌گاه (مفصل، Pivot) آن در جهت عمودی به بالا و پایین می‌لرزد. این آونگ به‌افتخار فیزیکدان روسی، پیوتر کاپیتسا، برندهٔ نوبل، که سال ۱۹۵۱ نظریه‌ای را پیش نهاد که با موفقیت برخی از خواص غیرعادی آن را توضیح می‌دهد، نام گذاشته شده‌است.
ویژگی یگانهٔ آونگ کاپیتسا این است که می‌تواند در اثر تعلیق ارتعاشی، و درحالی‌که وارونه است به تعادل پایدار برسد، گرچه گرانیگاه (مرکز جرم) آن بالای مفصل آونگ قرار گرفته‌است. در آونگ معمولی با یک سیستم تعلیق ثابت، تنها موقعیت تعادلی پایدار، قرار گرفتن آونگ زیر نقطه تعلیق (تکیه‌گاه، مفصل) است. موقعیت وارونگی عمودی، نقطه تعادل ناپایدار است و کوچک‌ترین اغتشاش، آونگ را از تعادل درمی‌آورد. در تئوری کنترل غیرخطی، آونگ کاپیتسا، نمونه‌ای از یک نوسان‌ساز پارامتری است که مفهوم «استواری پویا» (dynamic stabilization) را نشان می‌دهد.
آونگ کاپیتسا را نخستین بار آ. استیوِنسون (A. Stephenson) در سال ۱۹۰۸ توصیف کرد. او دریافت که وقتی فرکانس ارتعاش، زیاد است، موقعیت عمودی بالایی آونگ ممکن است پایدار باشد. بااین‌حال تا دهه ۱۹۵۰ هیچ توضیحی برای این پدیدهٔ بسیار نامعمول نبود. پیوتر کاپیتسا نخستین کسی بود که در سال ۱۹۵۱ آن را تحلیل کرد. او چندین مطالعۀ تجربی کرد و با دسته‌بندی حرکت به متغیرهای «سریع» و «آهسته» و با معرفی یک پتانسیل مؤثر، بینشی تحلیلی از دلایل پایداری پیش نهاد. این کار ابتکاری موضوع جدیدی در فیزیک باز کرد؛ مکانیک ارتعاشی. روش کاپیتسا برای توصیف فرآیندهای دوره‌ای در فیزیک اتمی، فیزیک پلاسما و فیزیک سایبرنتیک به کار می‌روند. پتانسیل مؤثری که مؤلفه «آهسته» حرکت را توصیف می‌کند، در جلد «مکانیک» (فصل سی‌ام) دوره فیزیک نظری لانداو شرح داده شده‌است.
یکی دیگر از ویژگی‌های جالب آونگ کاپیتسا این است که موقعیت تعادل پایین، که آونگ پایین‌تر از مفصل قرار گرفته‌است، دیگر پایدار نیست. دامنهٔ هر انحراف ناچیز از حالت عمود، با گذشت زمان افزایش می‌یابد. تشدید پارامتریک نیز می‌تواند در این موقعیت رخ دهد، و رژیم‌های آشوبناک را می‌توان وقتی‌که جاذب‌های شگفت در بخش پوانکاره وجود دارند، در سیستم مشاهده کرد.

## نمادگذاری

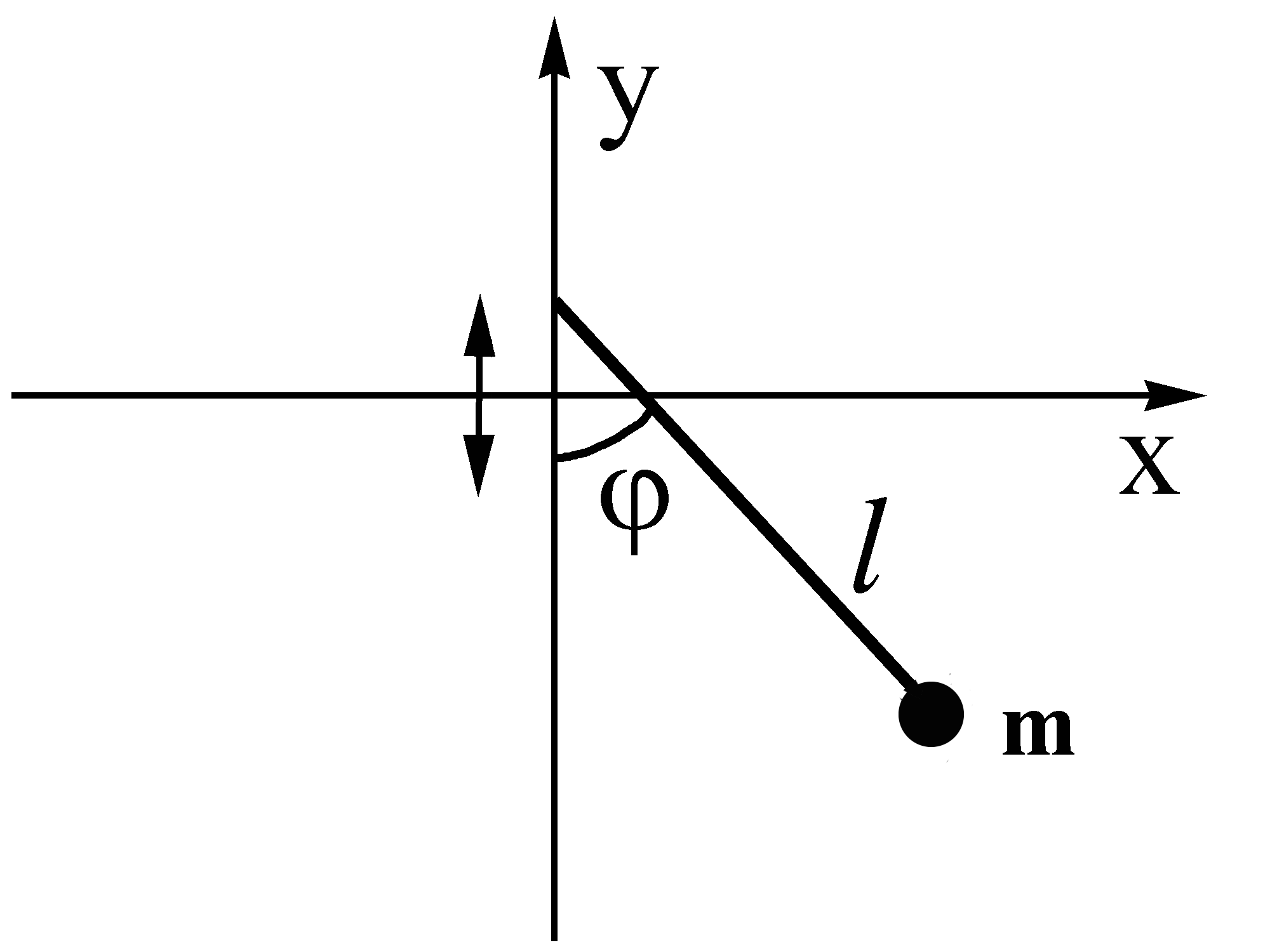
طرح آونگ کاپیتزا

محور عمودی را با {\displaystyle y} و محور افقی را با {\displaystyle x} نشان می‌دهیم، طوری‌که آونگ در صفحهٔ ({\displaystyle y}-{\displaystyle x}) حرکت می‌کند. از نمادهای زیر استفاده خواهد شد:
- {\displaystyle \nu } - فرکانس نوسان‌های عمودی آونگ،
- {\displaystyle a} - دامنه نوسانات آونگ،
- {\displaystyle \omega _{0}={\sqrt {g/l}}} - فرکانس آونگ ریاضی،
- {\displaystyle g} - شتاب سقوط آزاد،
- {\displaystyle l} - طول آونگ صلب و سبک،
- {\displaystyle m} - جرم.

با نشان دادن زاویهٔ میان آونگ و جهت روبه‌پایین با {\displaystyle \varphi }، وابستگی زمانی موقعیت آونگ چنین نوشته می‌شود
{\displaystyle {\begin{cases}x&=l\sin \varphi \\y&=-l\cos \varphi -a\cos \nu t\end{cases}}}

## انرژی
انرژی پتانسیل آونگ در اثر گرانش است و برحسب موقعیت عمودی، چنین تعریف می‌شود.
{\displaystyle E_{\mathrm {POT} }=-mg(l\cos \varphi +a\cos \nu t).\,}
انرژی جنبشی، افزون‌بر عبارت استاندارد {\displaystyle E_{\mathrm {KIN} }=ml^{2}{\dot {\varphi }}^{2}/2} که سرعت یک آونگ ریاضی را توصیف می‌کند، در اثر ارتعاش‌های تعلیق هم هست
{\displaystyle E_{\mathrm {KIN} }={\frac {ml^{2}}{2}}{\dot {\varphi }}^{2}+mal\nu ~\sin(\nu t)\sin(\varphi )~{\dot {\varphi }}+{\frac {ma^{2}\nu ^{2}}{2}}\sin ^{2}(\nu t)\;.}
انرژی کل، جمع انرژی‌های جنبشی و پتانسیل است {\displaystyle E=E_{\mathrm {KIN} }+E_{\mathrm {POT} }} و لاگرانژی، تفاوت آن دو است {\displaystyle L=E_{\mathrm {KIN} }-E_{\mathrm {POT} }} .
انرژی کل در یک آونگ ریاضی، پایسته می‌ماند، بنابراین وابستگی زمانی {\displaystyle E_{\mathrm {POT} }} و {\displaystyle E_{\mathrm {KIN} }} نسبت‌به خط افقی متقارن است. بر اساس قضیه ویریال، میانگین انرژی جنبشی و پتانسیل در نوسانگر هارمونیک برابر است. این بدان معنی است که خط تقارن با نیمی از کل انرژی مطابق است.
سیستم تعلیق ارتعاشی، دیگر یک سیستم بسته نیست و انرژی کل، دیگر پایسته نیست. انرژی جنبشی در مقایسه با انرژی پتانسیل به ارتعاش حساس‌تر است. انرژی پتانسیل {\displaystyle E_{\mathrm {POT} }=mgy} از پایین و بالا کراندار است {\displaystyle -mg(l+a)<E_{\mathrm {POT} }<mg(l+a)}، اما انرژی جنبشی تنها از پایین کران دارد {\displaystyle E_{\mathrm {KIN} }\geq 0} . در فرکانس بالای ارتعاشات {\displaystyle \nu }، انرژی جنبشی می‌تواند در مقایسه با انرژی پتانسیل بزرگ باشد.

## معادلات حرکت
حرکت آونگ، معادلات اویلر-لاگرانژ را برمی‌آورد. وابستگی فاز {\displaystyle \varphi } آونگ به موقعیتش، معادله زیر را برمی‌آورد:
{\displaystyle {\frac {d}{dt}}{\frac {\partial L}{\partial {\dot {\varphi }}}}={\frac {\partial L}{\partial \varphi }},}
که لاگرانژی {\displaystyle L} چنین است
{\displaystyle L={\frac {ml^{2}}{2}}{\dot {\varphi }}^{2}+ml(g+a~\nu ^{2}\cos \nu t)\cos \varphi ,}
تا جمله‌های مشتق زمانی نامرتبط. معادله دیفرانسیل
{\displaystyle {\ddot {\varphi }}=-(g+a~\nu ^{2}\cos \nu t){\frac {\sin \varphi }{l}},}
که حرکت آونگ را توصیف می‌کند، در اثر عامل {\displaystyle \sin \varphi } غیرخطی است.

## موقعیت‌های تعادلی
پتانسیل مؤثر {\displaystyle V_{\mathrm {eff} }} دارای دو کمینه است اگر {\displaystyle (a\nu )^{2}>2gl} یا معادل آن، {\displaystyle (a/l)(\nu /\omega _{0})>{\sqrt {2}}}. کمینهٔ اول در همان موقعیت است {\displaystyle (x,y)=(0,-l)} همان‌طور که آونگ ریاضی و حداقل دیگر در موقعیت عمودی بالایی قرار دارد {\displaystyle (x,y)=(0,l)} . در نتیجه موقعیت عمودی بالایی که در یک آونگ ریاضی ناپایدار است، می‌تواند در آونگ کاپیتزا پایدار شود.
هنگامی که سیستم تعلیق با دامنه کمی در لرزش است ({\displaystyle a\ll l}) و فرکانس {\displaystyle \nu } بسیار بیشتر از فرکانس {\displaystyle \omega _{0}} است ({\displaystyle \nu \gg \omega _{0}})، زاویه {\displaystyle \varphi } ممکن است به‌عنوان برهم‌نهفتهٔ یک جزء «آهسته» {\displaystyle \varphi _{0}} و یک نوسان کم‌دامنهٔ سریع  {\displaystyle \xi } در اثر ارتعاشات کوچک اما سریع سیستم تعلیق در نظر گرفته شود {\displaystyle \varphi =\varphi _{0}+\xi }. در واقع، یک فزونی اغتشاشی در ثابت‌های {\displaystyle (a/l),(\omega _{0}/\nu )\ll 1} با ثابت نگه داشتن {\displaystyle (a/l)(\nu /\omega _{0})} در نظر می‌گیریم. این رویکرد اغتشاشی، با {\displaystyle a\to 0,\nu \to \infty } دقیق می‌شود. به‌طور دقیق‌تر، نوسان سریع {\displaystyle \xi } چنین تعریف می‌شود
{\displaystyle \xi ={\frac {a}{l}}\sin \varphi _{0}~\cos \nu t.\,}
معادله حرکت برای مولفهٔ «آهسته» {\displaystyle \varphi _{0}} چنین می‌شود
{\displaystyle {\begin{aligned}{\ddot {\varphi }}_{0}={\ddot {\varphi }}-{\ddot {\xi }}&=-(g+a~\nu ^{2}\cos \nu t){\frac {\sin \varphi }{l}}\\&{}\quad {}-{\frac {a}{l}}\left({\ddot {\varphi }}_{0}\cos \varphi _{0}~\cos \nu t-{\dot {\varphi }}_{0}^{2}\sin \varphi _{0}~\cos \nu t-2\nu {\dot {\varphi }}_{0}\cos \varphi _{0}~\sin \nu t-\nu ^{2}\sin \varphi _{0}~\cos \nu t\right)\\[8pt]&=-{\frac {g}{l}}\sin \varphi _{0}-(g+a~\nu ^{2}\cos \nu t){\frac {1}{l}}\left(\xi \cos \varphi _{0}+O(\xi ^{2})\right)\\&{}\quad {}-{\frac {a}{l}}\left({\ddot {\varphi }}_{0}\cos \varphi _{0}~\cos \nu t-{\dot {\varphi }}_{0}^{2}\sin \varphi _{0}~\cos \nu t-2\nu {\dot {\varphi }}_{0}\cos \varphi _{0}~\sin \nu t\right).\end{aligned}}}
میانگین‌گیری زمانی روی نوسان سریع {\displaystyle \nu }، به عبارت زیر می‌انجامد
{\displaystyle {\ddot {\varphi }}_{0}=-{\frac {g}{l}}\sin \varphi _{0}-{\frac {1}{2}}\left({\frac {a\nu }{l}}\right)^{2}\sin \varphi _{0}\cos \varphi _{0}.}
معادله «آهسته» حرکت چنین می‌شود
{\displaystyle ml^{2}{\ddot {\varphi }}_{0}=-{\frac {\partial V_{\mathrm {eff} }}{\partial \varphi _{0}}}\;,}
با فرض یک پتانسیل مؤثر
{\displaystyle V_{\mathrm {eff} }=-mgl\cos \varphi _{0}+m\left({\frac {a\nu }{2}}\sin \varphi _{0}\right)^{2}.}
اگر {\displaystyle (a\nu )^{2}>2gl}، یا معادل آن، {\displaystyle (a/l)(\nu /\omega _{0})>{\sqrt {2}}}، پتانسیل مؤثر {\displaystyle V_{\mathrm {eff} }} دست‌کم دو کمینه دارد. نخستین کمینه در همان موقعیت است {\displaystyle (x,y)=(0,-l)} به‌عنوان آونگ ریاضی، و کمینهٔ دیگر در موقعیت عمودی بالایی قرار دارد {\displaystyle (x,y)=(0,l)}. درنتیجه موقعیت عمودی بالایی که در یک آونگ ریاضی ناپایدار است، می‌تواند در آونگ کاپیتسا پایدار شود.

## انشعاب و آشوب
برای دامنه‌هایی حتی بزرگتر، نوسان پایدار، ناپایدار می‌شود و آونگ شروع به چرخش می‌کند. در دامنه‌های بزرگتر، چرخش نیز از بین می‌رود و یک جاذب شگفت با یک انشعاب دوبرابرکنندهٔ دوره تناوب ظاهر می‌شود.

## پاسخ‌های چرخشی
پاسخ‌های چرخشی آونگ کاپیتسا زمانی روی می‌دهند که آونگ حول تکیه‌گاه با همان فرکانسی که تکیه‌گاه تکان داده می‌شود بچرخد. دو پاسخ چرخشی وجود دارد؛ در هر جهت، یکی. با شیفت دادن مرجع چرخان از راه {\displaystyle \varphi \rightarrow \varphi ^{\prime }\pm \nu t}، خواهیم داشت:
{\displaystyle {\ddot {\varphi }}^{\prime }=-{\frac {1}{l}}\left[{\frac {1}{2}}a\nu ^{2}\sin(\varphi ^{\prime })+g\sin(\varphi ^{\prime }\pm \nu t)+{\frac {1}{2}}a\nu ^{2}\sin(\varphi ^{\prime }\pm 2\nu t)\right]\;.}
با در نظر گرفتن حالتی که {\displaystyle \nu } بسیار بزرگتر از {\displaystyle \omega _{0}} است، رژیم {\displaystyle \nu } سریع و {\displaystyle \varphi _{0}^{\prime }} آهسته، به این معادله می‌انجامد:
{\displaystyle {\ddot {\varphi }}_{0}^{\prime }=-{\frac {1}{2l}}a\nu ^{2}\sin \varphi _{0}^{\prime }\;.}
پتانسیل مؤثر، همان برای معادله یک آونگ ساده است. یک تعادل پایدار در  {\displaystyle \varphi _{0}^{\prime }=0} و یک تعادل ناپایدار در {\displaystyle \varphi _{0}^{\prime }=\pi } وجود دارد.